# Paddelweiher
Der Paddelweiher ist ein See im Pfälzerwald.

## Lage
Der See befindet sich im Wasgau, dem Südteil des Pfälzerwaldes, im Süden der Gemarkung der Ortsgemeinde Hauenstein unweit des südlichen Endes von deren Siedlungsgebiet. 
Er wird in Süd-Nord-Richtung von der Queich durchflossen und bildet zugleich den nördlichen Abschluss des Stephanstals. Unmittelbar östlich erstreckt sich der Benz und weiter südöstlich der Hohe Kopf.

## Geschichte
An der westlichen Böschung des Seeufers befindet sich der Ritterstein 218, der auf die Existenz einer karolingischen Siedlung verweist, deren Reste jedoch mittlerweile im See versunken sind.
Um entlang der Queich die Trift zu erleichtern, wurde an diesem Standort später der Neuwoog angelegt. Nach Aufgabe der Trift verlandete er jedoch zunehmend. 1973 fasste die Gemeinde Hauenstein den Beschluss, an derselben Stelle den bestehenden Weiher zu errichten.

## Tourismus
Am westlichen Ufer des Sees befindet sich die nach ihm benannte Paddelweiher-Hütte. Dort existiert auch ein Bootsverleih für Tretboote.
Zudem verlaufen entlang seines Ostfufers der Queichtalradweg, der Prädikatswanderweg Pfälzer Waldpfad sowie ein Wanderweg, der mit einem blau-gelben Balken markiert ist und unter anderem die Verbindung mit Lauterecken und Sankt Germanshof schafft.